# Michel Beauchamp
 (mai 2015).
Si vous disposez d'ouvrages ou d'articles de référence ou si vous connaissez des sites web de qualité traitant du thème abordé ici, merci de compléter l'article en donnant les références utiles à sa vérifiabilité et en les liant à la section « Notes et références ».
Michel Beauchamp (1965 - ) est un guitariste québécois.

## Biographie
Il étudie la guitare classique au Conservatoire de musique de Montréal dans la classe de Jean Vallières. Il y décroche un premier prix en 1992.  Il y obtient aussi un Diplôme d'Études Supérieures en écriture (Contrepoint - Harmonie - Fugue) avec Jacques Faubert. Il se produit au Canada, aux États-Unis et en Europe.
En 2001, il enregistre avec la soprano Adrienne Savoie sur étiquette ATMA. En 2005, Michel Beauchamp présente l'intégrale de l'œuvre de Francisco Tárrega à la Chapelle historique du Bon-Pasteur. Pour le centième anniversaire du décès de ce compositeur en 2009, Michel Beauchamp enregistre l'intégrale de l'œuvre pour guitare sur étiquette XXI-21-Universal et en supervise la réédition aux Productions d'OZ.
En 2011, Michel Beauchamp enregistre l'intégrale des œuvres pour luth de Johann Sebastian Bach à la guitare à sept cordes sur étiquette XXI-21-Universal. Tout comme pour Tárrega, une partition contenant ces œuvres révisées par le guitariste paraît simultanément aux Productions d'OZ.
En 2017, paraît aux Productions d'OZ le troisième volet de ses recherches sur les grands compositeurs pour guitare avec Fernando Sor : Les chefs-d'oeuvre pour guitare.
Les éditions d'œuvres révisées par Michel Beauchamp comprennent aussi la Méditation de Jacques Faubert (Productions d'OZ) ainsi que la Fantaisie op 28 de Rachel Laurin (Éditions Doberman-Ypann). 
Michel Beauchamp est le guitariste du Trio Iberia. 
En tant que guitariste flamenco, Michel Beauchamp a fondé l'Atelier de Guitare Flamenca.